# Deuxième circonscription de Cheliya
La deuxième circonscription de Cheliya est une des 177 circonscriptions législatives de l'État fédéré Oromia, elle se situe dans la Zone Ouest Shoa. Son représentant actuel est Zenebe Gilo Geysa.